# This Used to Be My Playground

This Used to Be My Playground est une chanson interprétée par Madonna. C'est le thème du film Une équipe hors du commun (1992) avec Madonna ainsi que Tom Hanks, Geena Davis et Rosie O'Donnell. Bien que présente dans le film, elle n'est pas disponible sur la bande originale de ce dernier en raison de restrictions de licence qui interdit un mélange de chansons de Madonna avec celles d'autres chanteurs sur une compilation.